# Archimede (avviso)
L'Archimede è stato un avviso ad elica della Regia Marina.

## Storia
Progettata dal generale ispettore del Genio Navale Carlo Vigna, la nave venne varata, con cerimonia relativamente privata, l'8 marzo 1887: madrina del varo fu la figlia del comandante del Dipartimento Militare Marittimo di Venezia, signorina Maria Bertelli, ed a benedire la nave fu il cappellano del locale ospedale militare. Dotato di scafo in acciaio, l'Archimede fu uno degli ultimi avvisi della Regia Marina, nonché uno dei migliori: alle prove in mare raggiunse la velocità di 15,9 nodi, anche se quella effettiva una volta in servizio si rivelò di 11,9 nodi, non molto elevata. Oltre all'apparato motore la nave disponeva anche di due alberi a goletta con randa, controranda, straglio di maestra, fiocco e gabbiola, ma la velatura si rivelò inutile per la propulsione, riducendosi ad essere utilizzata, in caso di mare mosso, per stabilizzare la nave diminuendo il rollio.
Poco dopo il completamento, una volta ultimato l'addestramento dell'equipaggio, l'Archimede salpò alla volta dell'Africa Orientale per il suo primo viaggio: nel corso di tale crociera l'avviso toccò Zanzibar, le Seychelles, poi, dopo un'altra tappa a Zanzibar, Aden (dove il console generale Antonio Cecchi, imbarcato sulla nave, avrebbe avuto il compito di dirimere una contesa tra l'Italia ed il locale sultanato), Assab, Massaua e Suez, per poi rientrare a Venezia il 3 dicembre 1888. Successivamente la nave, al comando del tenente di vascello Camillio Maria Corsi, visitò e rilevò gli approdi di Creta.
Nel 1889 l'unità venne adibita a compiti di sorveglianza nelle acque di Lampedusa, cui seguirono, sino al 1893, campagne in Adriatico e Mar Rosso. Nel corso di quest'ultima campagna l'Archimede passò due anni e mezzo nel Mar Rosso e nell'Oceano Indiano, percorrendo 42.200 miglia. Il servizio in Mar Rosso includeva, tra l'altro, attività diplomatica ed idrografica e contrasto al contrabbando di armi ed al commercio degli schiavi.
Tra il 1893 ed il 1895 l'Archimede venne sottoposto a lavori di incremento dell'armamento: in aggiunta ai preesistenti quattro pezzi ARC a retrocarica da 120 mm vennero imbarcati due cannoni a tiro rapido da 57 mm e due cannoni a revolver da 37 mm. L'equipaggio, originariamente composto da 73 uomini, salì ad 8 ufficiali e 77 tra sottufficiali e marinai, per poi divenire composto da 104 uomini nel 1904.
Partito nel novembre 1895 per recarsi a Costantinopoli, dov'erano in corso gravi disordini, come stazionario, l'avviso vi arrivò il 12 dicembre 1895 e rimase in acque turche (visitando vari sorgitori del Bosforo, dei Dardanelli e del Mar di Marmara) per quasi due anni, facendo poi ritorno a Venezia il 16 dicembre 1897. Durante questo periodo, nel 1896, la nave fu testimone delle gravi tensioni interetniche tra turchi ed armeni: quando, in quell'anno, scoppiò a Costantinopoli una rivolta armena, l'Archimede si tenne pronto ad evacuare gli italiani presenti in città. In un'altra occasione l'avviso cercò di soccorrere degli armeni che stavano venendo massacrati dai turchi.
La nave trascorse poi circa dieci anni, quasi senza interruzioni, in Mar Egeo. In particolare, tra il settembre 1898 ed il giugno 1899 la nave fu aggregata alla Forza Navale del Levante, avendo occasione di visitare diversi porti del Mar Egeo e della Turchia. Nel gennaio 1900 la nave toccò, tra l'altro, Smirne e Suda, mentre sul finire del novembre 1904 venne nuovamente dislocata a Costantinopoli e nel Bosforo come stazionaria: vi rimase sino al luglio del 1907, avendo anche occasione di compiere, tra il marzo ed il maggio 1907, una risalita del Danubio.
Ormai superato, l'Archimede rientrò a La Spezia il 10 agosto 1907 e, disarmato il 7 settembre dello stesso anno, venne radiato dodici giorni più tardi. Fu quindi usato a La Spezia come deposito munizioni sino al 1910, per poi essere demolito sempre nella città ligure.